# 大府市立大府小学校
大府市立大府小学校（おおぶしりつおおぶしょうがっこう）は、愛知県大府市にある市立小学校。大府市立大府中学校の学区に含まれている。

## 沿革
- 1873年（明治6年）9月 - 知多郡大府村131番地の桟敷地蔵堂に登高学校として開校。
- 1907年（明治40年）1月 - 大府第一尋常高等小学校と改称。
- 1925年（大正14年）3月 - 大府村ガンジ山40番地の31の現在地に移転完了。
- 1941年（昭和16年）4月 - 大府町第一国民学校と改称。
- 1947年（昭和22年）4月 - 大府町立第一小学校と改称。
- 1948年（昭和23年）10月 - 大府町立大府小学校と改称。
- 1949年（昭和24年）8月 - 校章制定。
- 昭和29・30年度 - 健康優良学校県特選を受賞。
- 1958年（昭和33年）12月 - 学校給食優良校として県教育委員会より表彰。
- 1964年（昭和39年）5月 - 現校舎竣工。
- 1970年（昭和45年）9月 - 市制施行により「大府市立大府小学校」と改称。
- 1971年（昭和46年）12月 - 大府市立北山小学校新設により、校区変更。
- 1972年（昭和47年）12月 - 東海3県学校図書館コンクール最優秀賞受賞。
- 1974年（昭和49年）5月 - 体育館竣工。
- 1975年（昭和50年）4月 - 児童数最大になる。1,607名39学級。
- 1976年（昭和51年）4月 - 大府市立石ヶ瀬小学校新設により、校区変更。
- 1980年（昭和55年）7月 - プール竣工。
- 1980年（昭和55年）10月 - 県教委委嘱、学校体育研究「できる喜びを求めて」研究発表。
- 1982年（昭和57年）1月 - 総則体育優良校として、県より表彰。
- 1983年（昭和58年）11月 - 永年保健体育の指導研究に尽力したことにより、全国表彰。
- 1989年（平成元年）4月 - 大府市立東山小学校新設により、校区変更。
- 1991年（平成3年）4月 - 知教協教育論文「確かな学力を育てる学習指導のあり方を求めて」特選受賞。
- 1993年（平成5年）2月 - 開校120周年記念式典開催。東海3県学校図書館コンクール部門優秀賞受賞。
- 1994年（平成6年）11月 - 国民体育大会バドミントン競技表彰式に、金管バンド・カラーガード部出演。
- 1997年（平成9年）4月 - 社会福祉協力校の委嘱を受ける。
- 1998年（平成10年）4月 - オーストラリア・コーフィールド小学校との交流始まる。
- 1999年（平成11年）2月 - 学校安全優良校として、県より表彰。
- 2000年（平成12年）10月 - 市内小学校球技大会においてサッカー・バスケットボール両優勝。コーフィールド小学校児童12名職員4名本校訪問、保護者宅にホームステイ。
- 2001年（平成13年）8月 - 日本水泳連盟より優秀小学校として表彰。コーフィールド小学校に職員訪問。
- 2002年（平成14年）4月 - 学校週5日制始まる。
- 2003年（平成15年）1月 - ホームページ開設。
- 2003年（平成15年）9月 - 職員室・廊下等拡張工事完了。
- 2005年（平成17年）2月 - 校舎増築（6教室）工事完了。
- 2005年（平成17年）10月 - 特別支援教育全国大会の分科会場として全校授業公開。
- 2008年（平成20年） - 児童数1,328人、39学級となり、愛知県下で児童数が最も多い小学校となった。
- 2008年（平成20年）5月 - 「新設小学校建設促進協議会」が設立。
- 2012年（平成24年）4月3日 - 大府市立大東小学校を分離新設。

## 通学区域
- 大府市
  - 大府町全域（ウド及び長根を除く。）
  - 柊山町一丁目の一部
  - 江端町一丁目
  - 中央町一丁目、二丁目、三丁目、五丁目の全域および四丁目、六丁目、七丁目の一部
  - 桃山町全域
  - 朝日町一丁目の一部
  - 月見町一丁目、二丁目
  - 若草町二丁目の全域および、一丁目、三丁目の一部
  - 横根町（まち）古井戸の全域および狐山、山ノ後の一部
  - 一屋町三丁目

## 学区 / 校区内の主な施設
- 大府市役所
- 愛知県立桃陵高等学校
- 大倉公園
- 大府郵便局

## 交通アクセス
- JR東海道本線「大府駅」下車、北へ500m、徒歩約10分。